# The Hoosiers
The Hoosiers – angielski zespół rockowy z Londynu.
W czerwcu  2007 roku wydał swój pierwszy singel zatytułowany Worried About Ray, który dotarł na piąte miejsce angielskiej listy przebojów. W październiku 2007 roku ukazał się ich debiutancki album The Trick To Life.

## Skład
- Irwin Sparkes – wokal, gitara
- Martin Skarendahl – gitara basowa
- Alfonso Sharlando – perkusja

## Dyskografia

### Albumy
- The Trick To Life (2007)
- The Illusion Of Safety (2010)

### Single
- Worried About Ray (2007)
- Goodbye Mr A (2007)
- Worst Case Scenario (2008)
- Cops and Robbers (2008)
- Choices (2010)